# Portillon d'accès
 (décembre 2021).
Si vous disposez d'ouvrages ou d'articles de référence ou si vous connaissez des sites web de qualité traitant du thème abordé ici, merci de compléter l'article en donnant les références utiles à sa vérifiabilité et en les liant à la section « Notes et références ».

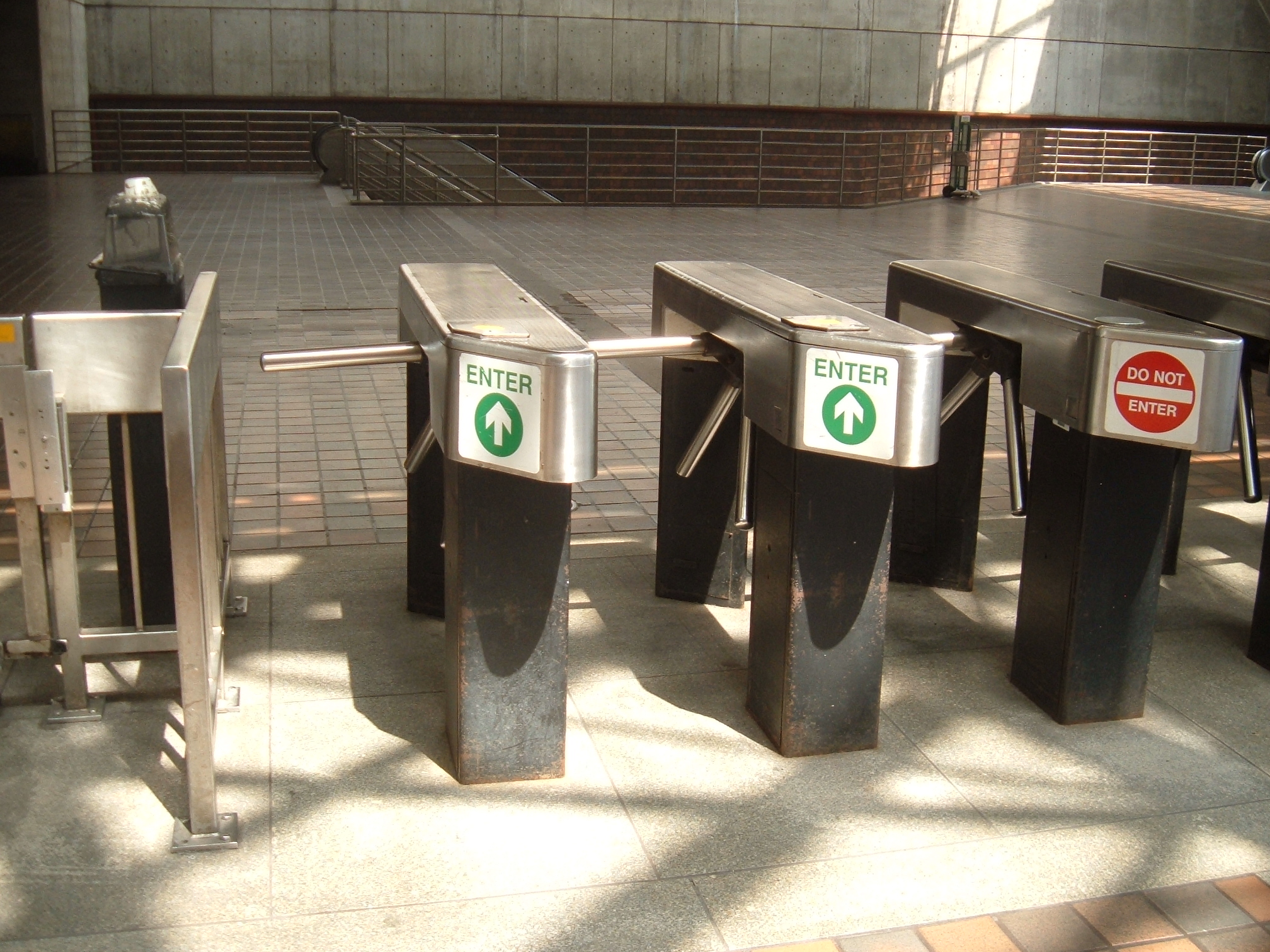
Portillons d'accès dans le métro de Cambridge (Massachusetts aux É.-U.).

Un portillon d'accès ou tourniquet est une sorte de barrière qui permet de contrôler l'accès à certains lieux : pour autoriser le passage dans un sens et l'interdire dans l'autre ; pour compter le nombre de personnes qui le franchissent ; pour percevoir un droit de passage ou un droit d'entrée par paiement ou introduction d'un ticket (souvent un titre de transport) ; ou pour vérifier l'habilitation d'une personne (entrée dans les locaux d'une entreprise, ou dans certains locaux de l'entreprise particulièrement sensibles).
Les premiers portillons étaient des variantes de barrières mobiles, pour permettre à un berger de passer tout en gardant les moutons ou le bétail enfermés dans un enclos. La première utilisation de portillons modernes est due à Clarence Saunders qui les a utilisé dans la première chaîne de supermarchés Piggly Wiggly en 1916.
Parfois, le portillon n'est utilisé que pour compter le nombre de personnes passant à un endroit et à réguler les passages. Par exemple dans les parcs d'attraction pour mesurer la fréquentation de chaque attraction. Le premier vrai usage de ce système eut lieu au stade de Hampden Park dans la ville de Glasgow (Écosse)[réf. nécessaire]. De tels portillons sont aussi utilisés à l'entrée des toilettes publiques au Royaume-Uni ou en France.

## Mécanismes

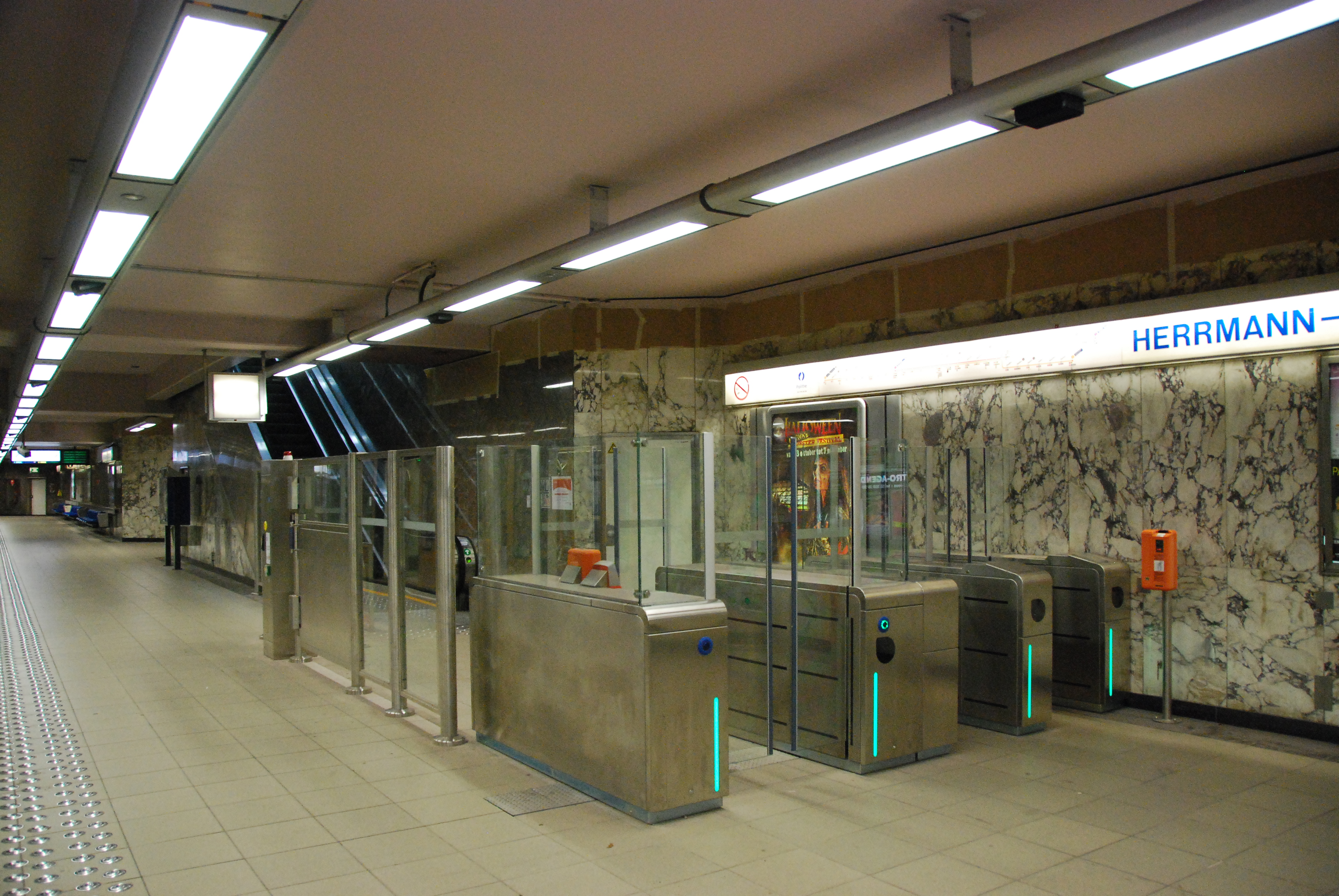
Portillon à deux vantaux à effacement latéral du métro de Bruxelles.

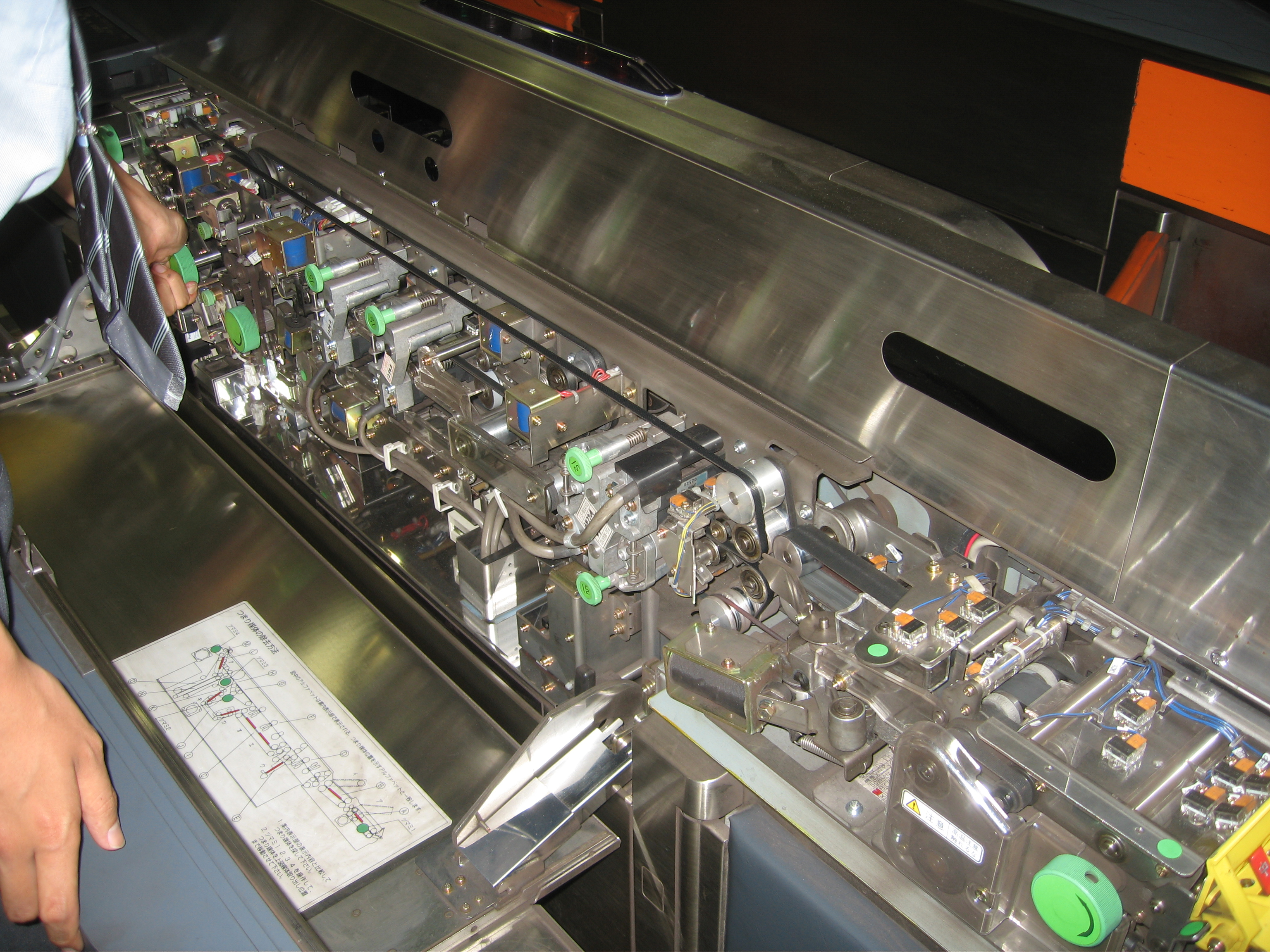
Mécanisme interne d'un portillon d'accès à lecture magnétique.

Les portillons d'accès peuvent revêtir de multiples formes, plus ou moins hauts, tournants ou pliants.
Leurs mécanismes sont eux aussi variés, certains étant manuels (obligeant la personne à pousser la barrière afin de passer) tandis que d'autres sont automatiques. 
Ces mécanismes ne constituent que rarement un véritable obstacle au passage : il est par exemple facile de sauter par-dessus la barre d'un tripode. Ils contraignent en revanche le fraudeur à faire des mouvements amples qui attireront l'œil des éventuels personnels d'accueil, de sécurité ou de contrôle.

### Tripodes
Pour décharger le personnel de réception, les tripodes assurent le contrôle d’accès dans des situations diverses. Le tripode régule le flux de personnes d’une manière confortable, même dans le cas d’un flux de passage élevé. En cas d’urgence, des installations avec bras rabattables libèrent le passage dans les deux sens et garantissent la fonction issue de secours. Grâce à une procédure brevetée, le bras rabattu peut être repositionné automatiquement après la situation d’urgence. Cela s’effectue par une commande du personnel autorisé.

### Portes rotatives

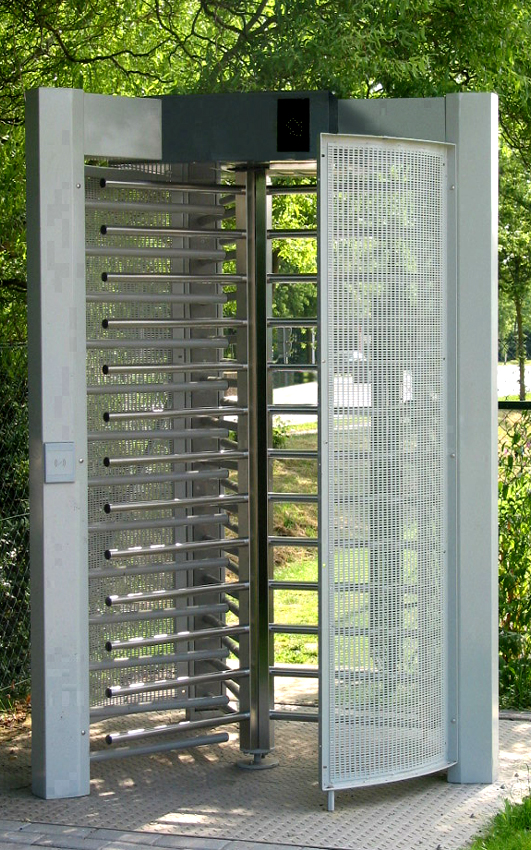
Tourniquet constitué d'une porte rotative haute.

Ces portes à tambour rotatif, ou hachoirs, sont notamment aperçues à l'entrée d'usines, de stades ou de parc d'attractions. Elles peuvent être à passage unidirectionnel ou bidirectionnel, en version simple ou double, en extérieur ou à l'intérieur, automatiques ou manuels, le rotor faisant généralement tourner trois ou quatre bras (appelés peignes).

### Portillons«sans contact»
Des portes coulissantes autorisent ou interdisent l'accès à l'intérieur d'un passage suffisamment étroit pour n'autoriser qu'une personne à la fois. Ce principe est appelé contrôle de l'unicité de passage.
Les parois de ce passage sont couvertes de multiples capteurs comme des cellules photoélectriques qui suivent l'évolution de la personne en train de franchir la zone de passage.
Selon le comportement programmé, ces portes peuvent soit : contrôler que les personnes possèdent bien une autorisation d'accès, elles peuvent être fermées en permanence et ne s'ouvrir qu'après présentation de l'autorisation d'accès auprès un lecteur situé à proximité. Elles peuvent être ouvertes en permanence et ne se fermer qu'en cas de tentative de passage sans validation préalable de l'autorisation d'accès ; gérer les flux de personnes en limitant le passage des personnes à un seul sens de circulation. Ce deuxième type de porte est souvent couplé aux portillons de contrôle d'accès. Ils servent alors à s'assurer que des personnes ne rentrent pas dans la zone réservée par un passage dédié à la sortie. Elles peuvent être fermées en permanence et ne s'ouvrir que lorsque quelqu'un s'engage dans le passage dans le sens autorisé ou être ouvertes en permanence et ne se fermer que lorsque quelqu'un s'engage dans le passage dans le sens interdit
Peu adaptés aux personnes handicapées, ces passages doivent souvent être accompagnés d'un portillon pour permettre le passage des fauteuils roulants ou des bagages encombrants. Elles présentent néanmoins l'avantage de ne plus avoir de contact physique avec la personne contrôlée.

## Usages
Leurs multiples formes rendent leurs possibilités d'usage très variées. Ils servent soit au comptage des personnes, soit au contrôle de l'unicité de passage, soit à un contrôle d'accès. Dans ce second cas, ils possèdent un dispositif de contrôle qui vise à vérifier que la personne a bien le droit de passer par cet accès (a-t-elle payé son titre de transport ? est-elle habilitée à entrer dans telle zone de l'entreprise ?). Les options de contrôle sont aussi étendues que variées : piste magnétique (le « traditionnel » ticket de métro), code-barres, radio-identification (technologie Calypso par exemple), biométrie, etc.
Reliés à une base de données, les portillons de contrôle d'accès sont aptes à recueillir un certain nombre d'informations. Une fois consolidées, des données telles que la fréquentation d'un endroit selon l'heure de la journée ou selon la période de l'année peuvent devenir un outil décisionnel très précieux. Prises de façon nominatives (historique des dates, heures et lieux de passages d'une personne donnée), ces mêmes informations peuvent nuire à la vie privée. Si l'installation de portillon ne réclame pas d'autorisation spécifique, la base de données peut nécessiter, selon les législations, une autorisation ou une déclaration à un organisme de surveillance (la CNIL en France).
Ces équipements sont aujourd'hui très répandus dans les métros de toutes les grandes villes et parfois dans les toilettes publiques. En France, la SNCF développe l'installation de ces portiques, dans 14 grandes gares TGV en 2018, afin de limiter l'accès au quais d'embarquement. La société met en avant la lutte contre la fraude dont elle évalue le montant annuel toutes causes confondues à environ 100 millions d'euros.

### Liens Externes
- Vidéo (Dailymotion) sur des portillons d'accès La Domotique Partie 2 sur Flo Titanic.